# Rače
Rače – wieś w Słowenii, siedziba gminy Rače-Fram wspólnie z Framem. W 2018 roku liczyła 2736 mieszkańców.